# Microplana kwiskea
Microplana kwiskea ist eine Art der Landplanarien in der Unterfamilie Microplaninae.

## Merkmale
Microplana kwiskea hat einen zylindrischen Körper, der sich zum Vorder- und Hinterende hin verjüngt und ausgestreckt eine Körperlänge von 2,5 Zentimetern und eine -breite von ca. 2 Millimetern hat. Die komplette Körperoberfläche zeigt eine mittelbraune Färbung. Die Kriechsohle befindet sich auf der Mitte der Bauchseite in Form eines schmalen Kamms. Zwei Augen befinden sich als schwarze Punkte erkennbar am Vorderende.
Im Kopulationsapparat befindet sich ein langer Penis im männlichen Atrium genitale. Der Ejakulationskanal mit Samenvesikeln nimmt fast die gesamte Länge des Penis ein. Die Vagina ist schmal und die Ovovitllinkanäle münden bauchseitig.

## Verbreitung
Die Art wurde im Dorf Kirby Wiske im englischen North Yorkshire gefunden.

## Etymologie
Das Artepitheton kwiskea nimmt Bezug auf den ersten Fundort Kirby Wiske.